# Rafael Leonardo Junchaya
Rafael Leonardo Junchaya Rojas (Lima, Perú, 19 de septiembre de 1965) es un compositor, director de orquesta y musicólogo peruano.

## Biografía
Hijo del doctor y también compositor Rafael Junchaya Gómez. Inició sus estudios musicales con Yvonne Schiaffino, profesora de piano, a los 7 años. Ingresó dos años después al Conservatorio Nacional de Música (CNM) a estudiar violín pero no continuó. Terminando sus estudios secundarios en el Colegio Hno. Anselmo María, ingresó a la Facultad de Arquitectura de la Universidad Nacional de Ingeniería, pero posteriormente regresó al Conservatorio a la especialidad de Composición en 1988. Sus principales profesores fueron: Enrique Iturriaga, José Sosaya, Pedro Seiji Asato, Walter Casas Napán, Marina Pávlovna y Katia Palacios. Se graduó en 2005. Ha realizado estudios en Docencia de Composición como segunda especialidad, sustentando la tesis Percepción de la forma musical en el 2011.
Ha participado en clases maestras y talleres de composición con Cirilo Vila, Alejandro Guarello, Vladislav Uspensky, Aurelio Tello, Alfredo del Mónaco, Mario Lavista y Antón García Abril entre otros. Estudió dirección orquestal con Miguel Harth-Bedoya y Eduardo García-Barrios, participando también en talleres con David MacKenzie y Carlos Fernández Aransay, entre otros (entre 2000 y 2003). Viajó a Nueva York en 1995 como alumno visitante de la Juilliard School. 
Como director de orquesta, ha sido asistente y luego director de la Orquesta Sinfónica del Conservatorio Nacional de Música, ayudante de la Orquesta Filarmónica de Lima y ha dirigido la Orquesta Sinfónica de Trujillo, la POV y la orquesta "La Filarmónica". También ha asistido a talleres y seminarios de investigación musical con Alfonso Padilla de la Universidad de Helsinki, en donde además obtuvo el grado de Doctor en Filosofía en Musicología con una tesis sobre la enseñanza de la composición.
Ha sido profesor de composición e historia en el CNM y en el Instituto de Arte de la Universidad San Martín de Porres. Es miembro fundador del Círculo de Composición del Perú (CIRCOMPER).

## Obras

### Música de cámara
- Marinera para cuarteto de cuerdas (1989)
- Yaraví para violín o viola y piano (1989)
- Preludio para piano Op.1 (1989)
- Variantes Motímbricas para clarinete, trompeta y sonidos sintéticos (1990)
- Hojarasca para violín, fagot y piano (1992)
- Cuarteto para cuerdas (1992)
- Marsyatikos Op.4 para flauta y piano (2003)
- Tres danzas episkénicas Op.7, para clarinete, saxo y piano (2005)
- Sincronismos Op.9, para conjunto de vientos y percusión (2005)
- Minibazz Op.11, para clarinete bajo (2005)
- Al soffio della notte Op.13, para clarinete bajo, Corno y violonchelo (2007)
- Die Abschiede Op.15, para viola y piano (2008)
- Michiqkuna Op.16, para flauta y cuarteto de cuerdas (2011)
- Michiqkuna Op.16b, para flata y piano (2011)
- Satsi Op.16, para clarinete solo (2011) comisión de Clariperu para el I Concurso Latinoamericano de Clarinetistas (Partitura)
- Järven ääressä Op.18 para viola sola (2012) comisión de la violista Clara Petrozzi
- Qepakunanchik Op.19 para trompetas y (2012) comisión del trompetista Fredy Fuertes
- Cuarteto para cuerdas Op.20 "Clásico" (2013)
- Desaepgos para guitarra y cuarteto de cuerdas Op.22a (2017)

### Música vocal
- Picaflor Esmeralda (Dile que he llorado) para coro mixto a cappella (1988)
- Lied so pre-texto Eguren para voz y piano (1990)
- Estancias para soprano y orquesta de cuerdas sobre texto de Javier Sologuren (1992)
- Soneto XCIV para coro mixto sobre poema de Pablo Neruda (1995)
- Estancias II Op.3 para soprano y cuarteto de cuerdas (2000)
- Estancias II Op.3a para soprano y piano (2001)
- Cuatro motetes cuasi profanos Op.6, para coro mixto a cappella (2004)
- Magnificat Op.8, para dos sopranos, flauta, oboe y corno (2005) Partitura y Audio
- María Fernanda se reb(v)ela en el salón de los espejos, escena de ópera para soprano y tres chelos (2012). Texto de Maritza Núñez.
- Poemas mínimos Op.22 para mezzosoprano y guitarra, textos de Ryōkan (2015)

### Música orquestal
- Momentos para orquesta de cámara (1993)
- Dos Estudios para gran orquesta (1994)
- Movimiento sinfónico Op.2 (1995)
- Esquisse, tres bocetos para orquesta Op.5 (2004, rev. 2007)
- Sincronismos II Op.10, para orquesta de cámara (2005)
- Varidanzas Op.12 (2006) Primer Premio de composición por los 60 años de creación del Conservatorio (Partitura disponible en Editorial Filarmonika) (enlace roto disponible en Internet Archive; véase el historial, la primera versión y la última).
- Concertino Silvestre Op.14, para clarinete bajo, percusión y orquesta de cuerdas (2007)
- Concerto Silvestre Op.14a, para clarinete bajo y orquesta (2008)
- Michiqkuna Concertino para flauta y orquesta de cuerdas Op.16a (2011)
- Desapegos o El encanto de Dulcinea Op.22, para guitarra y orquesta de cuerdas (2015)
- Distancias Op.24, para violonchelo y orquesta (2017)

### Música electroacústica
- Piedra del Q’osqo, realización electrónica (1991)
- Qoyllurcha para flauta y sintetizadores asistidos por ordenador (1993)
- In-vita, realización electroacústica (2000)
- Madrigal, realización electroacústica (2002)
- Die Erscheinung, realización electrónica (2003)
- Sevoc Anatos, realización electrónica (2005)
- Tambok, realización electrónica (2005)

### Otros
- Diversos arreglos de música popular, entre ellos, Tríptico peruano para guitarra y cuarteto de cuerdas (2021)

### Escritos
- "Las llamadas de clarín en la música agrícola de Cajamarca. Análisis de dos ejemplos musicales" (2000)
- "Lo peruano en Homenaje a Stravinsky de Enrique Iturriaga" (2006)
- "Time and Organicity in Music Composition" ponencia (2008)
- "Teaching music composition. Creating form in time" tesis doctoral (2019)
- Diversas traducciones de artículos.

## Premios
- Concurso de composición Komposer Kombat (2005), realizado por Kalvos and Damian's New Music Bazaar por Magnificat Op.8 (Primer premio, obra acústica)
- Concurso de composición por los 60 años de creación del Conservatorio Nacional de Música y los 125 del nacimiento de Béla Bartók por Varidanzas Op.12 (2006, Primer premio)
- Beca del Patronato Peruano de la Música (2007)